# Roulé
Cet article concerne la maison de disques. Pour les autres significations, voir Roulé (homonymie).
Créé en 1995 par Thomas Bangalter (l'un des deux membres de Daft Punk), Roulé est un label de musique house.

## Histoire
Parmi les disques les plus connus édités par ce label, citons les maxis Trax On Da Rocks Vol. 1 de Thomas Bangalter en 1995, Music Sounds Better With You de Stardust en 1998 ou encore So Much Love To Give du duo Together (composé de Bangalter lui-même et de son ami DJ Falcon) en 2002.
Seulement trois références de ce label ont été éditées en CD, le label préférant le vinyle. Le disque de Stardust est le premier à bénéficier d'une sortie en CD, avec le succès que l'on sait. Les deux autres sont le maxi So Much Love To Give de Together et la bande originale d'Irréversible du film de Gaspar Noé.
Roulé possède un sous-label, Scratché, qui n'a qu'une seule référence le maxi vinyle Buffalo Club du groupe The Buffalo Bunch sorti en 1998.
Toutes les pochettes du label sont similaires : elles représentent une roulette, sur fond de couleur or. Un autocollant précise le nom de l'interprète et du titre du disque. Les seules productions à ne pas avoir ce design sont les éditions CD et l'édition vinyle de la B.O. du film Irréversible. La pochette du disque sorti sur le sous-label Scratché représente une cible de jeu de fléchettes.
Le label a été liquidé en décembre 2018, après 23 ans d'existence.

## Discographie

### Officiels
- 301 - Thomas Bangalter -  Trax On Da Rocks  (1995)
- 302 - Thomas Bangalter -  Spinal Scratch  (1996)
- 303 - Alan Braxe - Vertigo (1997)
- 304 - Roy Davis Jr - Rock Shock (1998)
- 305 - Stardust - Music Sounds Better With You (1998)
- 306 - Thomas Bangalter - Trax On Da Rocks Vol.2 (1998)
- 307 - Romanthony - Hold On (1999)
- 308 - DJ Falcon - Hello My Name Is DJ Falcon (1999)
- 309 - Thomas Bangalter - Outrage (2003)

### Autres
- 305 Rmx - Stardust - Music Sounds Better With You (DJ Sneak Remixes) (1998)
- 305 Rmx - Stardust - Music Sounds Better With You (Remixé) (1998)
- TOGETHER - Together - Together (2000)
- TOGETHER 2 - Together - So Much Love To Give (2002)
- LP 01 - Artistes Divers - B.O. du film Irréversible (2002)

### CD
- 305 CD - Stardust - Music Sounds Better With You (1998)
- CD 01 - Artistes Divers - B.O. du film Irréversible (2002)
- TOGETHER 2 CD 01 -  Together - So Much Love To Give (2002)

### Scratché
- 701 - The Buffalo Bunch - Buffalo Club (1998)